# Det Iranske Kejserrige
Det Iranske Kejserrige (Persisk: کشور شاهنشاهی ایران, transskription: Keshvar-e Shāhanshāhi-ye Irān), også kendt som Det Persiske Kejserrige, var det officielle navn på den iranske stat under Pahlavi-dynastiets styre. Landet omtales undertiden også mere uofficielt som Pahlavi-Iran.
Det blev dannet i 1925 og varede indtil 1979, hvor pahlavis blev væltet som følge af den islamiske revolution. Denne revolution afskaffede Irans monarki og etablerede den nuværende islamiske republik Iran. Pahlavi-dynastiet blev grundlagt i 1925 af Reza Shah, en tidligere brigadegeneral fra den persiske kosakbrigade. Hans regeringstid varede indtil 1941, hvor han blev tvunget til at abdicere af De Allierede under 2. verdenskrig efter den anglo-sovjetiske invasion af Iran. Han blev efterfulgt af sin søn, Mohammad Reza Pahlavi, som var den sidste shah af Iran.
Pahlavis kom til magten efter Ahmad Shah Qajar – den sidste iranske hersker under Qajar-dynastiet – formelt blev fjernet fra magten af parlamentet, mens han var i Frankrig. Irans Majlis havde her indkaldt til en grundlovgivende forsamling den 12. december 1925, som så den unge Ahmad Shah Qajar afsat og samtidig erklærede Reza Shah som den nye shah i det Persiske Kejserrige. Irans suverænitet var forinden blevet stærkt indskrænket af både Storbritannien og Sovjetunionen, ligesom Ahmad Shah Qajar havde set sin politiske position blive ekstremt svækket som følge af et militærkup. I 1935 bad Reza Shah udenlandske delegerede om at bruge endonymet Iran i stedet for eksonymet Persien, når de henvendte sig til landet i formel korrespondance.
Efter det iranske statskup i 1953 – som blev støttet af Storbritannien og USA – blev Mohammad Reza Pahlavis styre mere autokratisk og samtidig blev det stærkt allieret med vestblokken under Den Kolde Krig. Som følge af denne nye udenrigspolitiske retning fra Iran blev landet en af USA's stærkeste allieret i regionen og fungerede som et bolværk mod sovjetisk ideologisk ekspansionisme. Dette gav shahen politisk kapital til at vedtage et hidtil uset socioøkonomisk program, der ville transformere alle aspekter af det iranske liv gennem den såkaldte hvide revolution. Som følge heraf oplevede Iran stor fremgang inden for indikatorer såsom at reducere analfabetisme, forbedre sundhed og generelt øge levestandarden. Men i 1978 stod shahen over for voksende offentlig utilfredshed, der kulminerede i en fuldgyldig folkelig revolutionær bevægelse ledet af den religiøse gejstlige Ruhollah Khomeini. Mohammed Reza Pahlavi gik i eksil med sin familie i januar 1979, hvilket ledte til en række begivenheder, der hurtigt førte til monarkiets afslutning og dannelsen af Den Islamiske Republik den 31. marts 1979.
Efter Mohammed Reza Pahlavis død i 1980 leder hans søn – Reza Pahlavi – nu den eksilerede familietrone.